# Kazachse voetbalbeker 1992
1992 was het eerste seizoen van de Beker van Kazachstan. De 24 deelnemende ploegen streden van 8 mei t/m 8 augustus in een knock-outsysteem.

## Eerste ronde
De wedstrijden werden gespeeld op 8 mei 1992.
| Thuisclub                 | Uitslag        | Uitclub                   |
| ------------------------- | -------------- | ------------------------- |
| Fosfor FK Jambul          | 3-0            | Aqtaw FK                  |
| Gornyak-Atlant FK Sätbaev | 1-2            | Vostok FK Ust-Kamenogorsk |
| Jetisu FK Taldıqorğan     | 0-0 (3-4 n.s.) | Kökşetaw FK               |
| Meliorator FK Şımkent     | 2-1            | Metallïst FK Petropavl    |
| Metallïst FK Jezqazğan    | 1-2            | Zenït FK Kökşetaw         |
| Montazjnïk FK Turkistan   | 7-1            | Spartak FK Semey          |
| Qayrat FK Alma-Ata        | 1-0            | Şaxter FK Qarağandı       |
| Xïmïk FK Kustanay         | 3-0            | Ekibastuzec Ekibastuz FK  |
| vrijgeloot                |                | Aktyubïnec FK Aktyubïnsk  |
| vrijgeloot                |                | Bolat FK Temirtaw         |
| vrijgeloot                |                | Celïnnïk FK Aqmola        |
| vrijgeloot                |                | CSKA Alma-Ata FK          |
| vrijgeloot                |                | Gornyak FK Xromtaw        |
| vrijgeloot                |                | Qaysar FK Qızılorda       |
| vrijgeloot                |                | SKÏF-Arsenal FK Şımkent   |
| vrijgeloot                |                | Traqtor FK Pavlodar       |

## Achtste finale
De wedstrijden werden gespeeld op 28 mei 1992.
| Thuisclub                 | Uitslag | Uitclub                 |
| ------------------------- | ------- | ----------------------- |
| Aktyubïnec FK Aktyubïnsk  | 0-2     | Traqtor FK Pavlodar     |
| Bolat FK Temirtaw         | 0-2     | Gornyak FK Xromtaw      |
| CSKA Alma-Ata FK          | 0-3     | Qaysar FK Qızılorda     |
| Kökşetaw FK               | 2-3     | Montazjnïk FK Turkistan |
| Meliorator FK Şımkent     | 2-3     | Qayrat FK Alma-Ata      |
| Vostok FK Ust-Kamenogorsk | 3-2     | Celïnnïk FK Aqmola      |
| Xïmïk FK Kustanay         | 1       | SKÏF-Arsenal FK Şımkent |
| Zenït FK Kökşetaw         | 0-4     | Fosfor FK Jambul        |

1 SKÏF-Arsenal FK Şımkent trok zich terug.

## Kwartfinale
De wedstrijden werden gespeeld op 26 juni, 24 & 29 juli 1992.
| Thuisclub               | Uitslag | Uitclub                   |
| ----------------------- | ------- | ------------------------- |
| Montazjnïk FK Turkistan | 0-3     | Fosfor FK Jambul          |
| Qayrat FK Alma-Ata      | 4-0     | Vostok FK Ust-Kamenogorsk |
| Qaysar FK Qızılorda     | 4-3     | Gornyak FK Xromtaw        |
| Traqtor FK Pavlodar     | 4-1     | Xïmïk FK Kustanay         |

## Halve finale
De wedstrijden werden gespeeld op 4 augustus 1992.
| Thuisclub           | Uitslag        | Uitclub             |
| ------------------- | -------------- | ------------------- |
| Fosfor FK Jambul    | 2-0            | Traqtor FK Pavlodar |
| Qaysar FK Qızılorda | 2-2 (3-4 n.s.) | Qayrat FK Alma-Ata  |

## Finale
|                 |                                                       |       |                  |                                                                                   |
| 8 augustus 1992 | Qayrat FK Alma-Ata                                    | 5 - 1 | Fosfor FK Jambul | Almatı Ortalıq Stadïon Toeschouwers: 1.000 Scheidsrechter: C. Borodïn (Qarağandı) |
| 8 augustus 1992 | Naydovskïy 9', 36' Klïmov 59' Bolgïn 68' Abïldaev 77' | KFF   | Lïtvïnenko 88'   | Almatı Ortalıq Stadïon Toeschouwers: 1.000 Scheidsrechter: C. Borodïn (Qarağandı) |